# Reda Kharchouch
Reda Kharchouch (Amsterdam, 27 augustus 1995) is een Marokkaans-Nederlands voetballer die als aanvaller voor Telstar speelt.

## Carrière

### Amateurs
Reda Kharchouch speelde in de jeugd van AVV Zeeburgia. Via VVA/Spartaan, Ajax Zaterdag en K.v.v. Quick Boys kwam hij in 2018 bij OFC terecht. Hier baarde hij opzien door ondanks het missen van een paar maanden door een blessure toch twintig doelpunten in evenveel wedstrijden te scoren in de Derde divisie.

### Telstar
Dit leverde hem een contract op bij Telstar, waar hij in het betaald voetbal debuteerde. Dit was op 12 augustus 2019, in de met 0-0 gelijkgespeelde uitwedstrijd tegen Jong AZ. Op 23 augustus scoorde hij zijn eerste goal in het betaalde voetbal tegen Excelsior. Ook bij Telstar was Kharchouch op stoom. Voordat de competitie abrupt werd afgebroken wegens de coronapandemie, scoorde Kharchouch twintig keer in 28 competitiewedstrijden. Ook in beide bekerwedstrijden van Telstar scoorde hij.

### Sparta Rotterdam
Op 22 juni 2020 tekende hij een tweejarig contract, met een optie voor een derde seizoen, bij Sparta Rotterdam. Op 29 november maakte hij zijn debuut voor Sparta Rotterdam en zijn eredivisiedebuut tegen PSV (1-0 nederlaag). Op 16 januari 2021, opnieuw tegen PSV, maakte hij in een 3-5 nederlaag zijn eerste Eredivisiegoal. Hij kwam tot 19 wedstrijden voor Sparta en scoorde daarin tweemaal.

### FC Emmen
In het seizoen 2021/22 werd hij verhuurd aan FC Emmen, dat het seizoen ervoor was gedegradeerd uit de Eredivisie. Hij maakte op 29 oktober 2021, nadat hij hersteld was van een hamstringblessure zijn debuut voor Emmen. Op 19 november scoorde hij tegen Jong PSV (2-0 winst) zijn eerste goal voor Emmen. Hij maakte dat seizoen zeven wedstrijden en gaf twee assists in 25 competitiewedstrijden en werd met Emmen kampioen van de Eerste Divisie. FC Emmen maakte vervolgens geen gebruik van de optie tot koop, waardoor hij terugkeerde bij Sparta.

### Excelsior
Op 12 juli 2022 verhuisde Kharchouch naar stadsgenoot Excelsior, dat ook was gepromoveerd naar de Eredivisie. Op 6 augustus maakte hij tegen SC Cambuur (2-0 winst) zijn debuut voor Excelsior. Een week later scoorde hij in een 3-1 overwinning op Vitesse zijn eerste twee doelpunten voor Excelsior. Ook in de beker tegen MVV Maastricht op 19 oktober scoorde Kharchouch tweemaal.

### Saoedi-Arabië
Op 31 juni 2023 tekent hij een contract bij Al-Bukiray FC in Saoedi-Arabië. Kharchouch speelde 17 wedstrijden voor de club en scoorde 7 keer. Op 4 februari 2024 tekende hij een contract bij Hajer FC. hij speelde 7 wedstrijden zonder te scoren voordat hij vertrok naar Telstar.

### Terug bij Telstar
Medio 2024 keerde Kharchouch terug bij Telstar. Hij maakte zijn rentree in de eerste speelronde tegen Jong AZ (0-0). Hij speelde 24 reguliere competitiewedstrijden, maar speelde ook 5 play-offs om promotie. Na het winnen van de finale van Willem II promoveerde Kharchouch met Telstar naar de Eredivisie.

## Statistieken
| Seizoen                   | Club             | Competitie        | Competitie | Competitie | Beker | Beker | Overig | Overig | Totaal | Totaal |
| Seizoen                   | Club             | Competitie        | Wed.       | Dlp.       | Wed.  | Dlp.  | Wed.   | Dlp.   | Wed.   | Dlp.   |
| ------------------------- | ---------------- | ----------------- | ---------- | ---------- | ----- | ----- | ------ | ------ | ------ | ------ |
| 2017/18                   | Quick Boys       | Derde divisie za. | 17         | 5          | 2     | 0     | –      | –      | 19     | 5      |
| 2018/19                   | OFC              | Derde divisie zo. | 20         | 20         | 2     | 1     | 2      | 2      | 24     | 23     |
| 2019/20                   | Telstar          | Eerste divisie    | 28         | 20         | 2     | 2     | –      | –      | 30     | 22     |
| 2020/21                   | Sparta Rotterdam | Eredivisie        | 19         | 2          | 0     | 0     | —      | —      | 19     | 2      |
| 2021/22                   | → FC Emmen       | Eerste divisie    | 18         | 7          | 1     | 0     | –      | –      | 19     | 7      |
| 2022/23                   | Excelsior        | Eredivisie        | 29         | 2          | 2     | 3     | -      | -      | 31     | 5      |
| 2023/24                   | Al-Bukiryah FC   | Yelo League       | 17         | 7          | 0     | 0     | -      | -      | 17     | 7      |
| 2023/24                   | Hajer FC         | Yelo League       | 13         | 0          | 0     | 0     | -      | -      | 13     | 0      |
| 2024/25                   | Telstar          | Eerste divisie    | 24         | 0          | 1     | 0     | 5      | 0      | 30     | 0      |
| Carrièretotaal            | Carrièretotaal   | Carrièretotaal    | 185        | 66         | 10    | 6     | 7      | 2      | 202    | 74     |
| Bijgewerkt op 2 juni 2025 |                  |                   |            |            |       |       |        |        |        |        |